# Karl Kani
Pour les articles homonymes, voir Kani (homonymie).
Karl Kani est une marque de vêtements hip-hop, créée en 1989 par Carl Williams.

## Historique de la marque

### Jeunesse
Carl Williams est né en 1968 à Brooklyn, New York. Il est le créateur, fondateur et président de la marque.
Fils d’une mère costaricaine et d’un père panaméen, Carl Williams, bientôt connu sous le nom de Karl Kani, est issu d’une famille modeste . Inspiré par sa passion pour la musique hip-hop et la mode, Karl commence à dessiner ses propres vêtements à l’âge de 16 ans après avoir appris le travail manuel dans l’entreprise de son père,.
En 1989, Karl part avec un ami à Los Angeles ouvrir un magasin de vêtements sur Crenshaw Boulevard. Les profits sont presque inexistants, malgré une annonce dans le Right On! Magazine.
Karl fut le premier à fusionner le hip-hop avec la mode, ce qui lui valut le surnom d'Originator.

### Succès
Karl paie l’un de ses amis pour faire une pancarte avec son logo et le relever durant l’enregistrement de l’émission The Today Show. Son idée fonctionne, les commandes commencent à affluer.
Karl rencontre Carl Jones en 1990, cofondateur de Threads 4 Life Corp, pendant un défilé de mode de Cross Colours. Un partenariat est signé entre eux pour deux ans.
Selon Karl, les Noirs n’ont jamais aimé les jeans serrés : ils achètent toujours des tailles plus larges, alors Karl décide d’augmenter la taille des pantalons.
En 1994 Karl utilise 500 000 $ de ses gains pour lancer sa propre maison, Karl Kani Infinity. En plus de ses anciens partenaires, Karl fait face à la concurrence de Phat Farm, la ligne de vêtements de l’entrepreneur hip-hop Russell Simmons, et d'autres marques créées entre-temps.

### Karl Kani extra large
L’idée d’une ligne avec tailles extra larges est venue de conversations avec les stars de NBA qui se plaignaient de ne pas trouver ce qu’ils recherchaient sur le marché. Karl décide de lancer la ligne avec tailles extra larges mi-1995 dans les magasins.
Carl Williams est l’un des plus riches Afro-Américains en 1996 selon le magazine People.
Pour combattre l’imitation, Karl décide d’attacher une plaque en métal et cuir aux vêtements, sur laquelle on trouve ce message :
« Inspiré par la vitalité des rues de Brooklyn, New York, Karl Kani, le jeune créateur afro-américain de Karl Kani Jeans, vous encourage à poursuivre vos rêves et à accomplir vos buts. Portez les vêtements qui représentent la connaissance de la créativité et la détermination afro-américaines. Reconnaissez la signature qui symbolise la fierté et l’unité afro-américaines. Karl Kani. »

## Les récompenses
En 1999, Karl Kani présente sa collection à la Maison-Blanche au président Bill Clinton.
En 1996, l’entreprise de Karl est récompensée par Black Enterprise Magazine.
En 2002, le fondateur reçoit pendant les Urban Fashion Awards un Urban Fashion Pioneer Award pour sa carrière.

## Rapport aux célébrités
Pendant les années 1990, de nombreux artistes de hip-hop et de R&B portèrent les vêtements Karl Kani : Tupac, Above The Law, Aaliyah, Baby, Cash Money Millionaires, Heavy D, Kelly Clarkson, Lil’ Kim, N Sync, Nas, Dr. Dre, Ice-T, Puff Daddy, Kool G Rap, Ed Lover, Mike Tyson, Heavy D, Big Daddy Kane, Pete Rock, CL Smooth, Notorious B.I.G., Next, 112, Redman, Tatyana Ali, Snoop Dogg, Three 6 Mafia, Tyson Beckford, Will Smith...
Certains participèrent également aux campagnes publicitaires de la marque.